# 陈锦秀
陈锦秀（發音：[t͡ɕən˨˩ kəm˧˩ tu˧˦]；1961年8月25日—），一译陈锦绣，越南政治人物，生于河静省香山县。现任第十三届越共中央政治局委員、中央书记处常务书记。

## 生平
陈锦秀生于河静省香山县，曾任越共中央候补委员、香山县委书记，2009年升任越南共產黨中央檢查委員會委员。2011年当选为第十一届越共中央委员、中央检察委员会副主任。同年8月转任越共太平省委书记。
2015年2月，陈锦秀离开太平省，回到越南共產黨中央檢查委員會，再度担任中央检察委员会副主任，并在翌年的越共十二大上连任此职务。
2018年5月，陈锦秀接替升任越共中央书记处常务书记的陈国旺出任越南共產黨中央檢查委員會主任，并兼任第十二届越共中央书记处书记。2021年1月31日，在越南共產黨第十三次全國代表大會上，陈锦秀当选为越共中央政治局委員，并继续担任越南共產黨中央檢查委員會主任。2024年10月，他接替已经当选国家主席的梁强担任越共中央书记处常务书记。2025年1月，他不再兼任越南共產黨中央檢查委員會主任。